# Cyrtodactylus medioclivus
Cyrtodactylus medioclivus là một loài thằn lằn trong họ Gekkonidae. Loài này được Oliver, Richards & Sistrom mô tả khoa học đầu tiên năm 2012.